# Artenara (banda)
Artenara es un grupo artístico canario de carácter multidisciplinar fundado por Enrique Mateu en el año 1996, con el objetivo de actualizar los sonidos, las imágenes y las tradiciones del folclore canario y crear un Nuevo Paisaje Sonoro y Visual de Canarias.

## Trayectoria
Su primer trabajo discográfico, titulado Artenara y publicado en mayo de 1998 contó con la participación de más de un centenar de profesionales no solo del mundo de la música - creadores e intérpretes - sino también escritores, diseñadores, fotógrafos, etc y obtuvo dos nominaciones a los Premios de la Música
Su primer concierto tuvo lugar en el auditorio Alfredo Kraus de Gran Canaria en el mismo año 1998 con un impactante espectáculo multimedia en el que participaron 60 artistas de diversas disciplinas. En el año 1999, coincidiendo con el décimo aniversario de la Convención sobre los Derechos del Niño, se recogió este espectáculo en una edición especial de 90 minutos de duración denominado Artenara especial Unicef
En el año 2000 llevó a cabo en el Círculo de Bellas Artes de Madrid un concierto conjunto con el guitarrista norteamericano William Ackerman, lo que supuso para el equipo su apadrinamiento internacional.
En el verano del 2004, comisionado por la International Society of Music Education, se presentó en el auditorio de Tenerife el espectáculo Mundos sonoros por descubrir vertebrado en torno a la paz, la juventud y la música tradicional y utilizando para ello elementos claramente reconocibles de la música y la cultura canarias. En la puesta en escena se subieron al escenario más de un centenar de profesionales entre actores, especialistas informáticos, técnicos y, por supuesto, músicos.
En el año 2006 por encargo del Gobierno de Canarias y para la celebración del Día de Canarias produjo el espectáculo Tewiza, "Trabajo colectivo" en lengua aborigen, con la participación de 23 músicos: tres por cada una de las siete islas canarias y dos hijos de emigrantes canarios, combinando las leyendas vivas de la música canaria con los nuevos valores y rodeándolos de un cuerpo de baile y una creación videográfica en directo.
Para la celebración de su décimo aniversario, en el año 2006 Artenara pone música a Sueños lunarios, un programa multimedia de Jacinto Quevedo con pinturas de Néstor Martín-Fernández de la Torre, poemas de Tomás Morales e infografía de Luis Ocaña, producido para ser exhibido en el Planetario de Las Palmas de Gran Canaria.
El año 2007, dentro de la campaña institucional Canarias lee Canarias, Artenara lanza una innovadora propuesta orientada a difundir la literatura canaria entre los más jóvenes, combinando la música con el cómic y las nuevas tecnologías: Anya Tesawit, su trabajo más electrónico desde el punto de vista musical.
Sus espectáculos multimedia 10º Aniversario en el año 2008 y Una voz en el año 2009 fueron seleccionados para los actos institucionales de celebración del Día de Canarias
En el año 2007 Artenara decidió liberar toda su música grabada, permitiendo su distribución bajo licencias Creative Commons.
En 2021 Artenara creó la banda sonora para la serie documental de televisión Buenamar.
A finales de 2022 publicó Magua con motivo del 25 aniversario del nacimiento del proyecto y obtuvo una nominación a los Premios Canarios de la Música como mejor disco de raíz.

## Discografía
- 1998 - Artenara
- 1998 - Artenara Remix by Big Toxic
- 1999 - Artenara Especial Unicef
- 2001 - Mayé
- 2003 - Junonia Minor
- 2006 - Mundos sonoros por descubrir
- 2006 - Tewiza
- 2006 - Sueños lunarios
- 2007 - Anya Tesawit
- 2008 - 10.º Aniversario
- 2009 - Una voz
- 2010 - 10
- 2011 - Planetarium
- 2017 - XX Aniversario
- 2018 - Canarian Soundfulness
- 2019 - Belén de Arena
- 2022 - Magua
- 2023 - Zonzamas

## Componentes
En sus diferentes espectáculos han participado como creadores:
- Enrique Mateu (fundador)
- Daniel Roca
- Manuel Bonino
- Diego Barber
- Gara Guerra
- Vanesa Medina
- Gabriela Gómez
- Samuel Déniz
- Juan Manuel Marrero
- Michel Ortega
- Juan Carlos León “Mosco”
- Juan León Ortega
- gabigsi
- Domingo "El Colorao"
- María Mérida
- Luis Lozano
- Antonio Miranda
- Sindo Saavedra
- Miguel Herrero
- Orlando Ortega
- Germán García
- José Antonio Ramos
- Fabiola Socas
- Roberto Fernández

Además, a lo largo de su historia Artenara ha contado con la colaboración de numerosos artistas, técnicos de diferentes disciplinas y agrupaciones musicales 